# هارون ارتشر
هارون ارتشر (بالإنجليزية: Aaron Archer)‏ هو مهندس أمريكي، ولد في 1972.